# William Gugi Waaka
 William „Gugi“ Waaka (eigentlich Hore Wiremu Waaka; * 1937 oder 1938 in Whakatāne, Neuseeland; † 5. Juli 2014 in Auckland, Neuseeland) war ein neuseeländischer Māori-Gitarrist und -Sänger.
Waaka diente in den Luftstreitkräften und verließ diese in den 1960er Jahren. Seine Karriere begann in den 1960er Jahren in den Tanzlokalen von Auckland. Er war Mitglied der Bands Quin Tikis und Maori Volcanics und bereiste mit ihnen auch Australien.
Zusammen mit seinem Bruder Nuki (1932–2011) war er prägend für die Māori-Showbands in Neuseeland.
Er starb am 5. Juli 2014 im Alter von 76 Jahren an einer Herzerkrankung und wurde nach Aufbahrung im Papakura Marae auf dem Friedhof des Orākei Marae neben seiner Tochter bestattet.